# Pontoniinae
Sous-famille
Les Pontoniinae sont une sous-famille de crevettes (crustacés décapodes) créée par John Sterling Kingsley (1854-1929) en 1878.

## Description

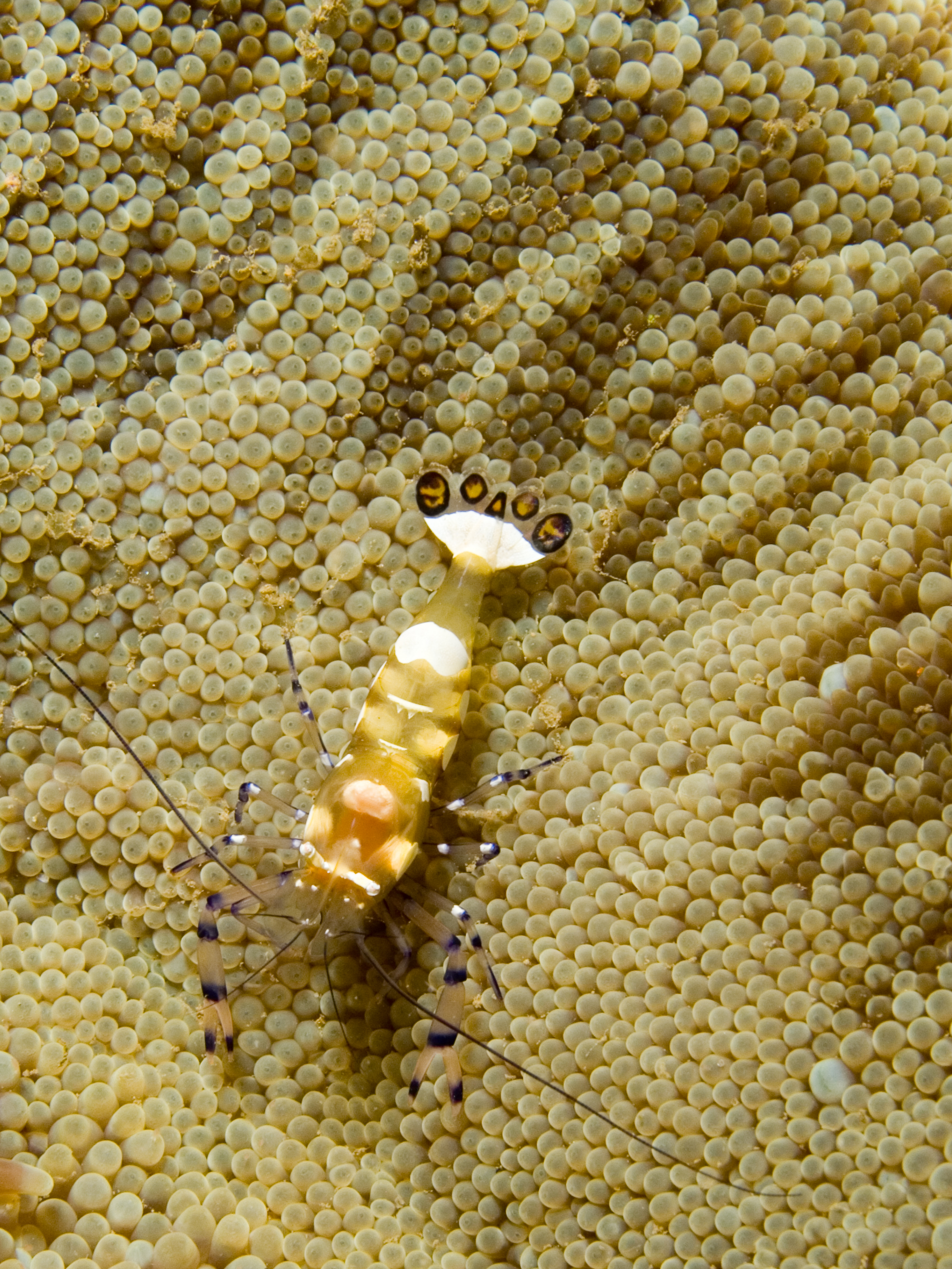
Periclimenes brevicarpalis.

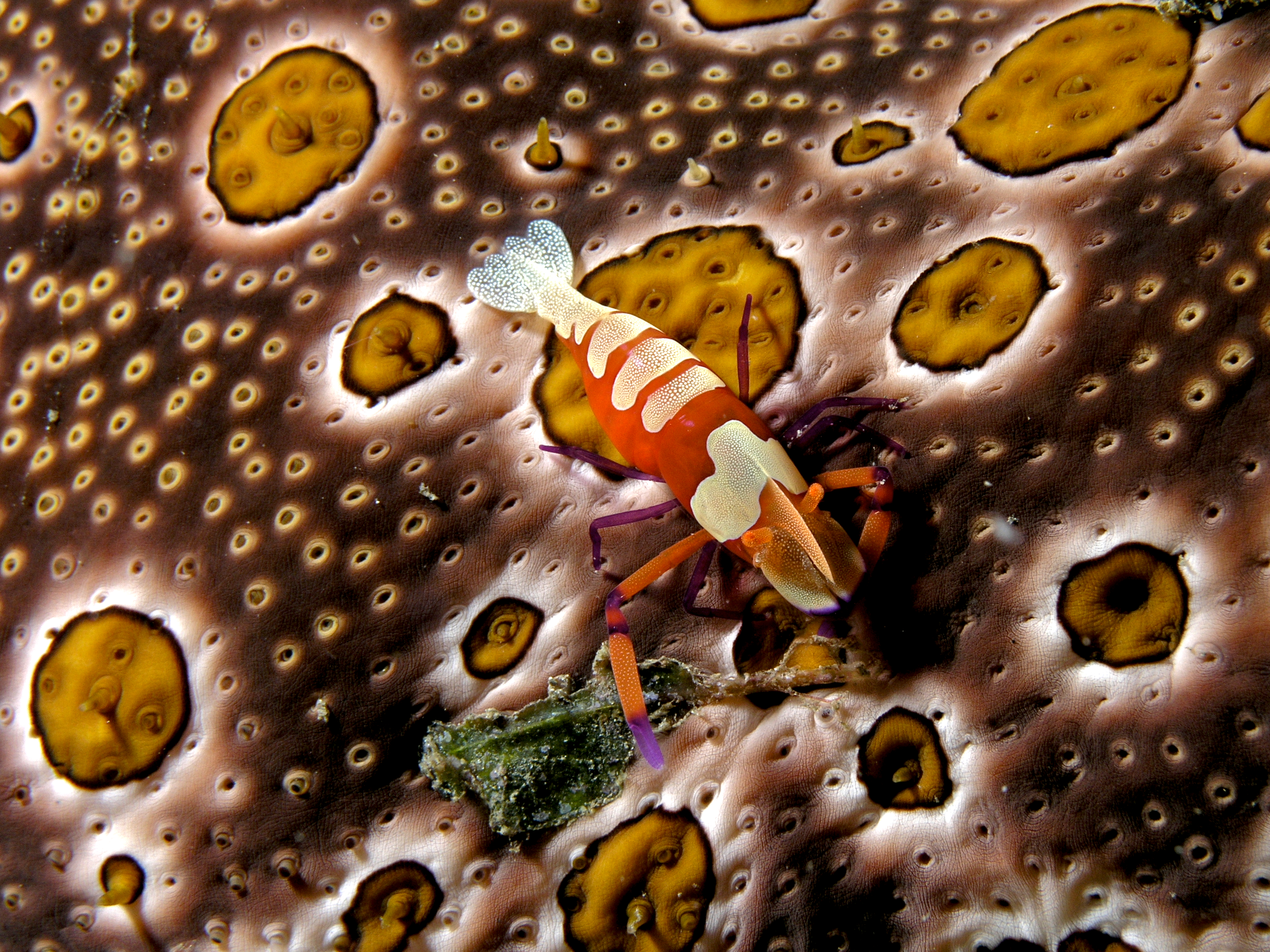
Periclimenes imperator.

Cette sous-famille contient environ 35 genres et environ 200 espèces. Presque tous vivent dans les récifs coralliens, principalement en tant que commensaux d'autres invertébrés tels que les éponges, les anémones de mer, les coraux mous, les mollusques, échinodermes et des ascidies. Il peut également être un parasite ou un prédateur pour des proies vivantes de petite taille.
Les individus adaptent en général leur forme et leur couleur selon leur hôte. Beaucoup changent de couleur, comme les Periclimenes qui sont translucides avec quelques taches de couleur sur le corps, sur les cnidaires. Les individus qui vivent dans les éponges ont un corps cylindrique afin de se déplacer dans les tubes à l'intérieur de celles-ci. Les habitants des coraux sont aplatis pour s'y faufiler.

## Liste des genres
- Allopontia Bruce, 1972
- Altopontonia Bruce, 1990
- Amphipontonia Bruce, 1991
- Anapontonia Bruce, 1966
- Anchiopontonia Bruce, 1992d
- Anchistus Borradaile, 1898
- Anchistus Borradaile, 1898
- Ancylomenes Okuno & Bruce, 2010
- Anisomenaeus Bruce, 2010c
- Apopontonia Bruce, 1976
- Araiopontonia Fujino and Miyake, 1970
- Ascidonia Fransen, 2002
- Balssia Kemp, 1922
- Blepharocaris Mitsuhashi & Chan, 2007
- Brucecaris Marin & Chan, 2006
- Bruceonia Fransen, 2002
- Cainonia Bruce, 2005
- Carinopontonia Bruce, 1988
- Chacella Bruce, 1986
- Climeniperaeus Bruce, 1995
- Colemonia Bruce, 2005
- Conchodytes Peters, 1852
- Coralliocaris Stimpson, 1860
- Coutierea Nobili, 1901
- Crinotonia Marin, 2006
- Ctenopontonia Bruce, 1979
- Cuapetes Clark, 1919
- Dactylonia Fransen, 2002
- Dasella Lebour, 1945
- Dasycaris Kemp, 1922
- Dasygius
- Diapontonia Bruce, 1986
- Epipontonia Bruce, 1977
- Eupontonia Bruce, 1971
- Exoclimenella Bruce, 1995
- Exopontonia Bruce, 1988
- Fennera Holthuis, 1951
- Hamiger Borradaile, 1916
- Hamodactyloides Fujino, 1973
- Hamodactylus Holthuis, 1952
- Hamopontonia Bruce, 1970
- Harpiliopsis Borradaile, 1917
- Harpilius Dana, 1852a
- Holthuisaeus Anker & De Grave, 2010
- Ischnopontonia Bruce, 1966
- Isopontonia Bruce, 1982
- Izucaris Okuno, 1999a
- Jocaste Holthuis, 1952
- Laomenes Clark, 1919
- Leptomenaeus Bruce, 2007b
- Lipkebe Chace, 1969
- Lipkemenes Bruce & Okuno, 2010
- Manipontonia Bruce, Okuno & Li, 2005
- Margitonia Bruce, 2007c
- Mesopontonia Bruce, 1967b
- Metapotonia Bruce, 1967
- Miopotonia Bruce, 1985
- Neoanchistus Bruce, 1975
- Neoclimenes Mitsuhashi, Li & Chan, 2010
- Neopericlimenes Heard, Spotte & Bubucis, 1993
- Neopontonides Holthuis, 1951
- Nippontonia Bruce & Bauer, 1997
- Notopontonia Bruce, 1991
- Odontonia Fransen, 2002
- Onycocaridella Bruce, 1981
- Onycocaridites Bruce, 1987
- Onycocaris Nobili, 1904
- Onycomenes Bruce, 2009a
- Orthopontonia Bruce, 1982
- Palaemonella Dana, 1852
- Paraclimenaeus Bruce, 1988
- Paraclimenes Bruce, 1995
- Paranchistus Holthuis, 1952
- Parapontonia Bruce, 1968
- Paratypton Balss, 1914
- Patonia Mitsuhashi & Chan, 2006
- Periclimenaeus Borradaile, 1915
- Periclimenella Bruce, 1995
- Periclimenes Costa, 1844
- Pericliminoides Bruce, 1990
- Philarius Holthuis, 1952
- Phycomenes Bruce, 2008e
- Pinnotheronia Marin & Paulay, 2010
- Platycaris Holthuis, 1952
- Platypontonia Bruce, 1968
- Plesiomenaeus Bruce, 2009b
- Plesiopontonia Bruce, 1985
- Pliopontonia Bruce, 1973
- Pontonia Latreille, 1829
- Pontonides Borradaile, 1917
- Pontoniopsides Bruce, 2005e
- Pontoniopsis Borradaile, 1915
- Poripontonia Fransen, 2003
- Propontonia Bruce, 1969
- Pseudoclimenes Bruce, 2008c
- Pseudocoutierea Holthuis, 1951b
- Pseudopontonia Bruce, 1992d
- Pseudopontonides Heard, 1986
- Pseudoveleronia Marin, 2008b
- Rapipontonia Marin, 2007c
- Rostronia Fransen, 2002
- Sandimenes Li, 2009
- Sandyella Marin, 2009c
- Stegopontonia Nobili, 1906
- Tectopontonia Bruce, 1973
- Thaumastocaris Kemp, 1922
- Tuleariocaris Hipeau-Jacquotte, 1965
- Typton O. G. Costa, 1844
- Typton O.G. Costa, 1844a
- Typtonoides Bruce, 2010j
- Typtonychus Bruce, 1996
- Unguicaris Marin & Chan, 2006
- Urocaris Stimpson, 1860a
- Veleronia Holthuis, 1951
- Veleroniopsis Gore, 1981
- Vir Holthuis, 1952
- Waldola Holthuis, 1951
- Yemenicaris Bruce, 1997a
- Zenopontonia Bruce, 1975

## Galerie

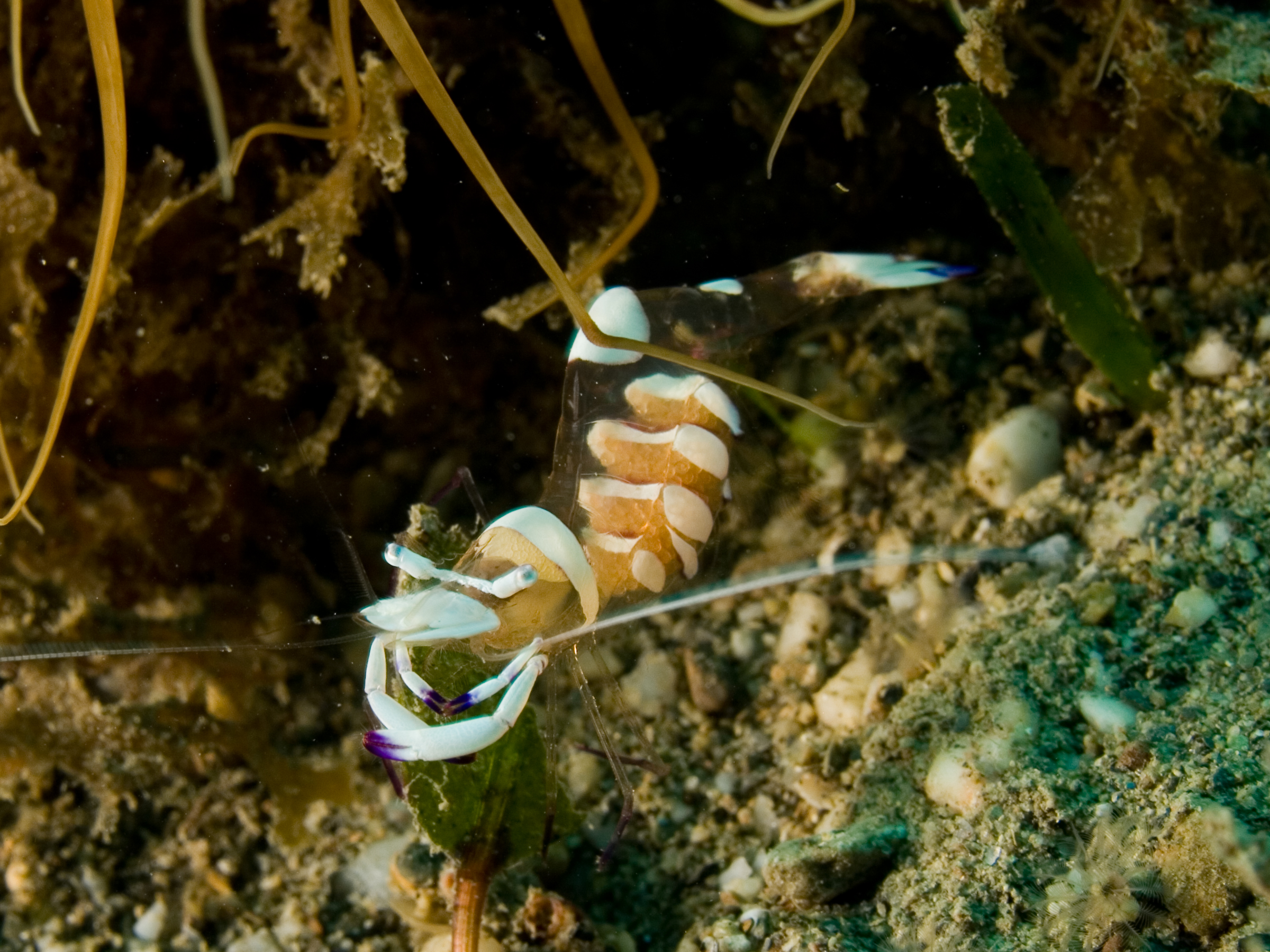
Ancylomenes magnificus
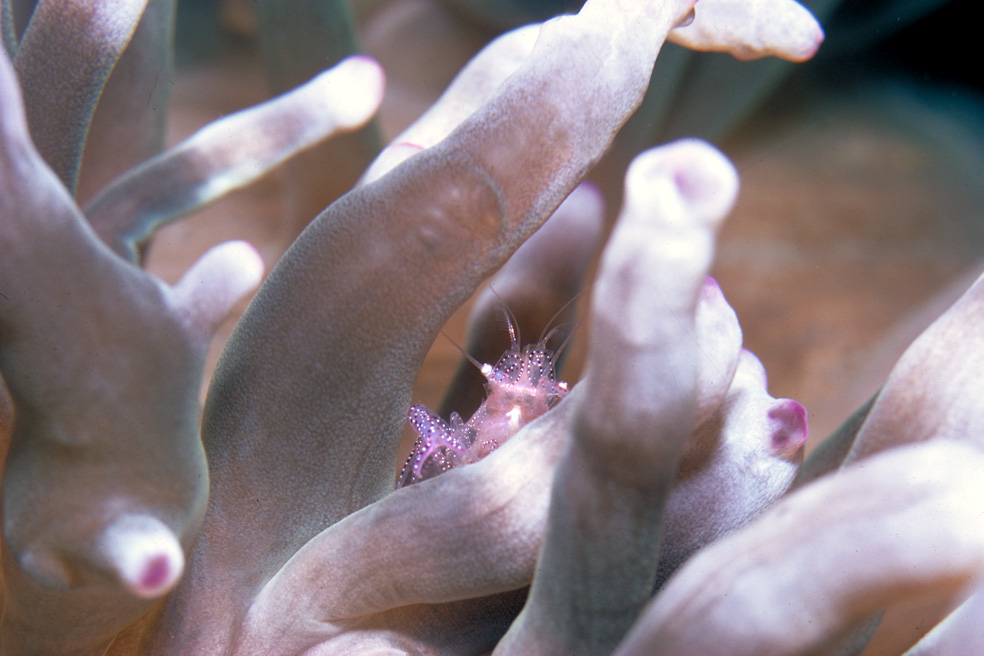
Cuapetes tenuipes
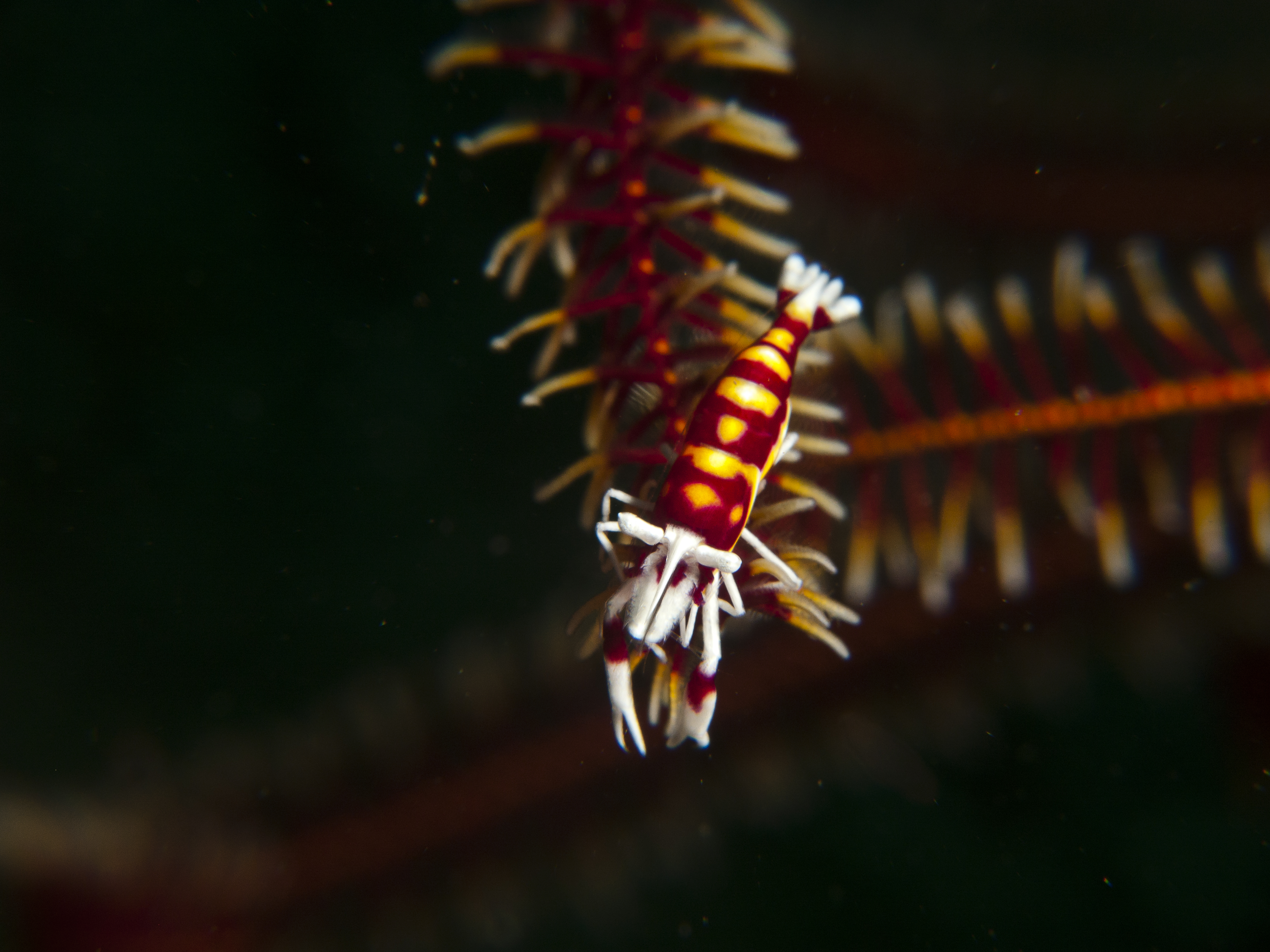
Laomenes cornutus sur un crinoïde.
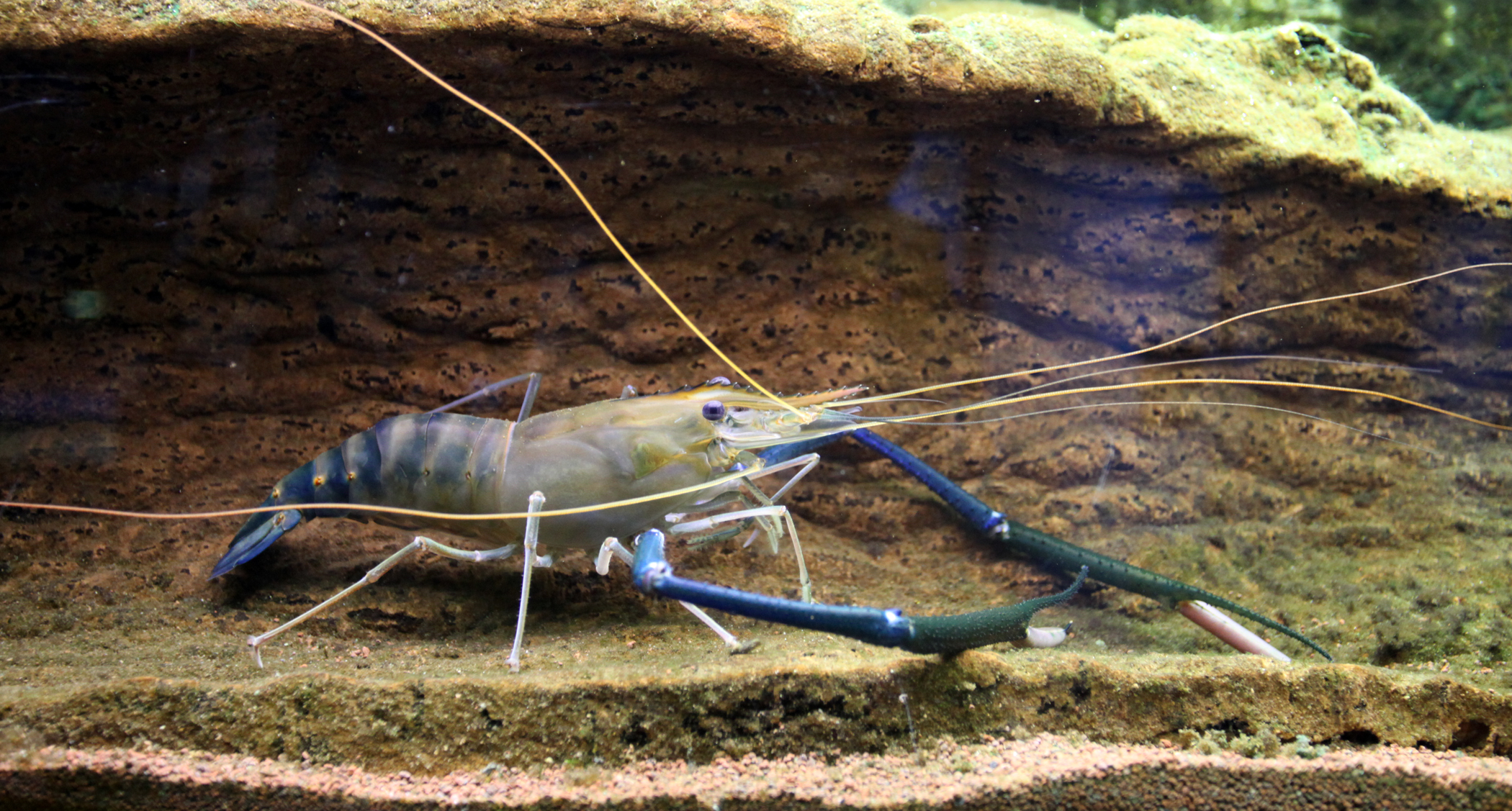
Macrobrachium rosenbergii
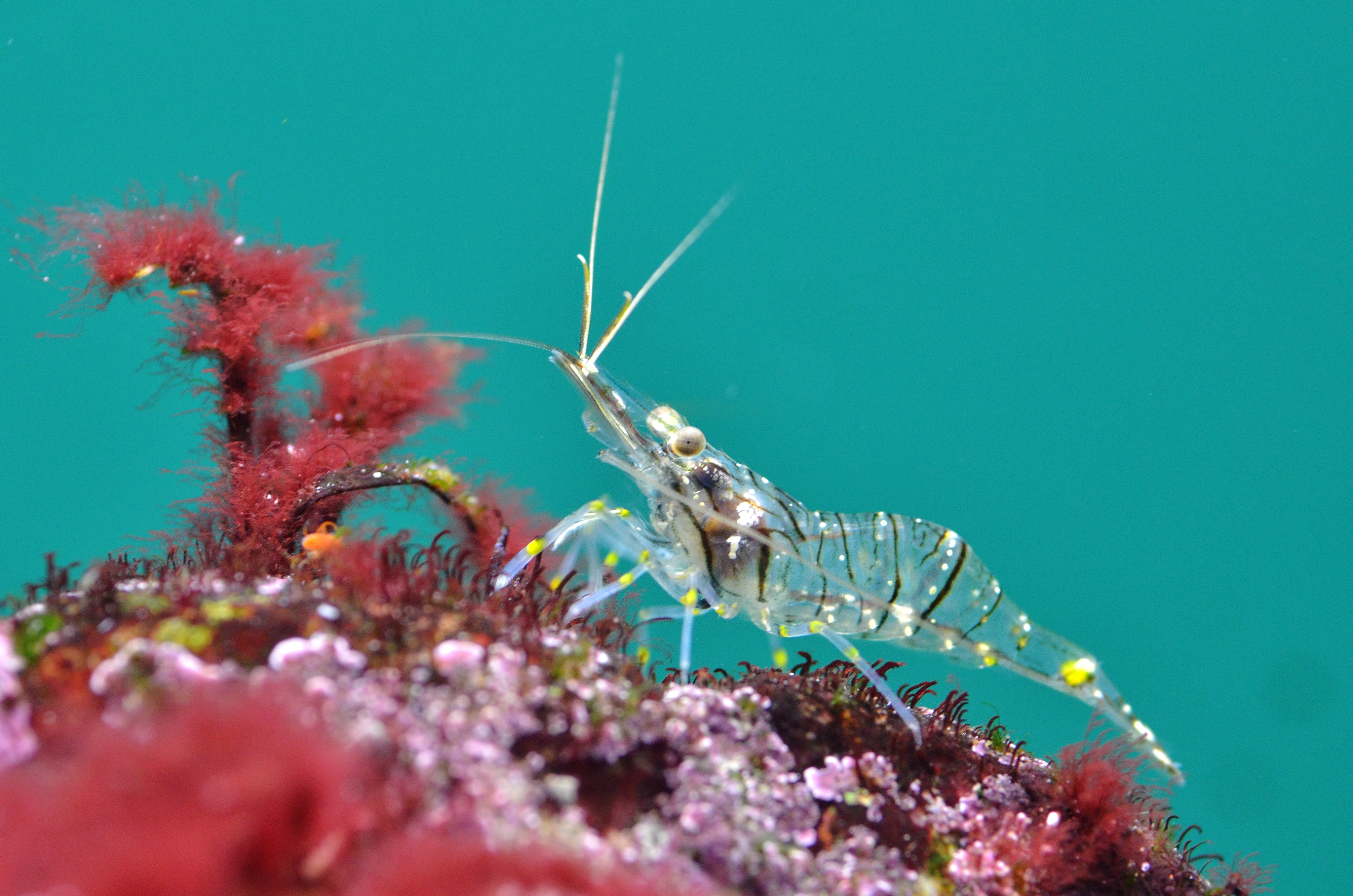
Palaemon serratus
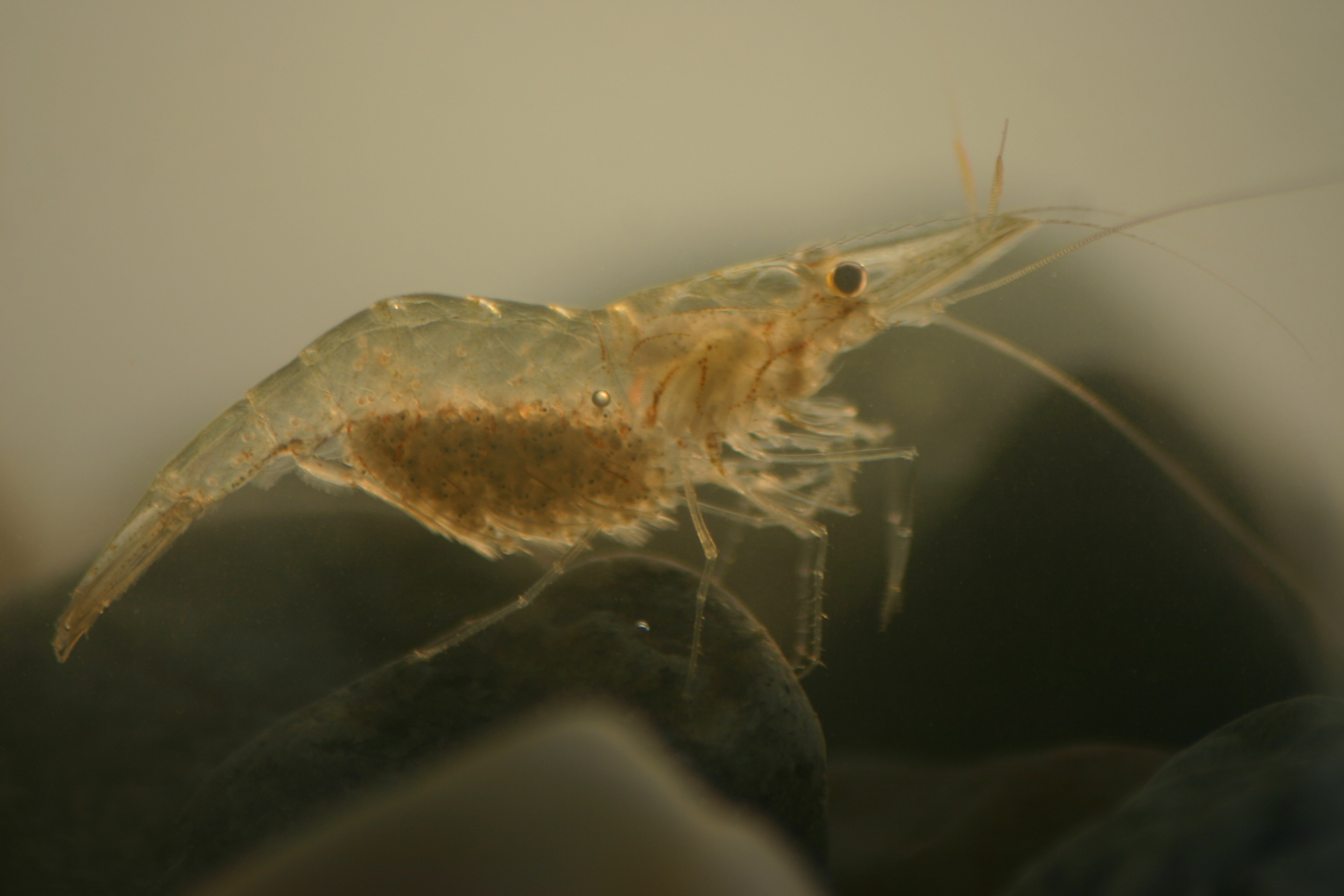
Palaemonetes pugio
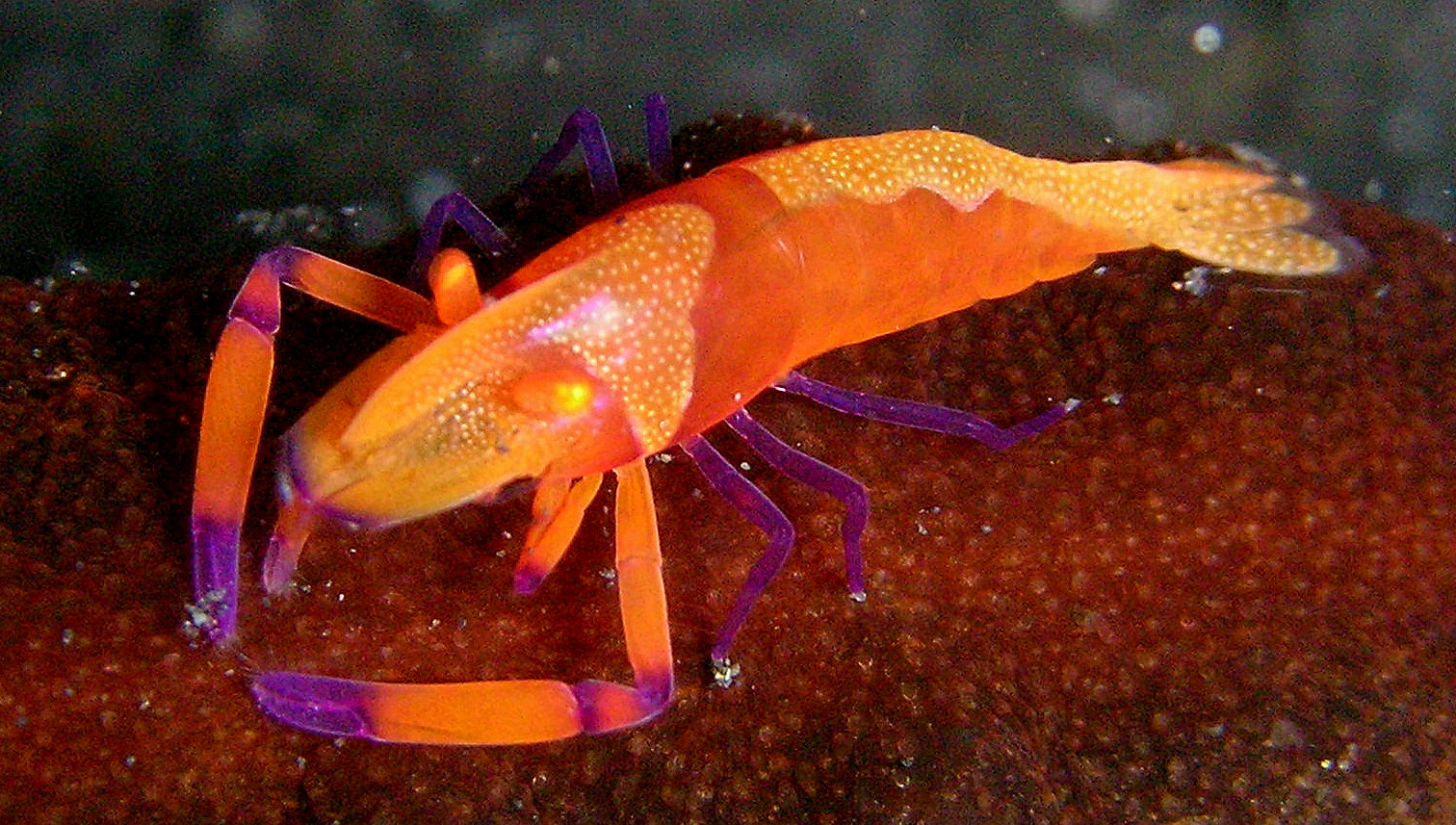
Periclimenes imperator
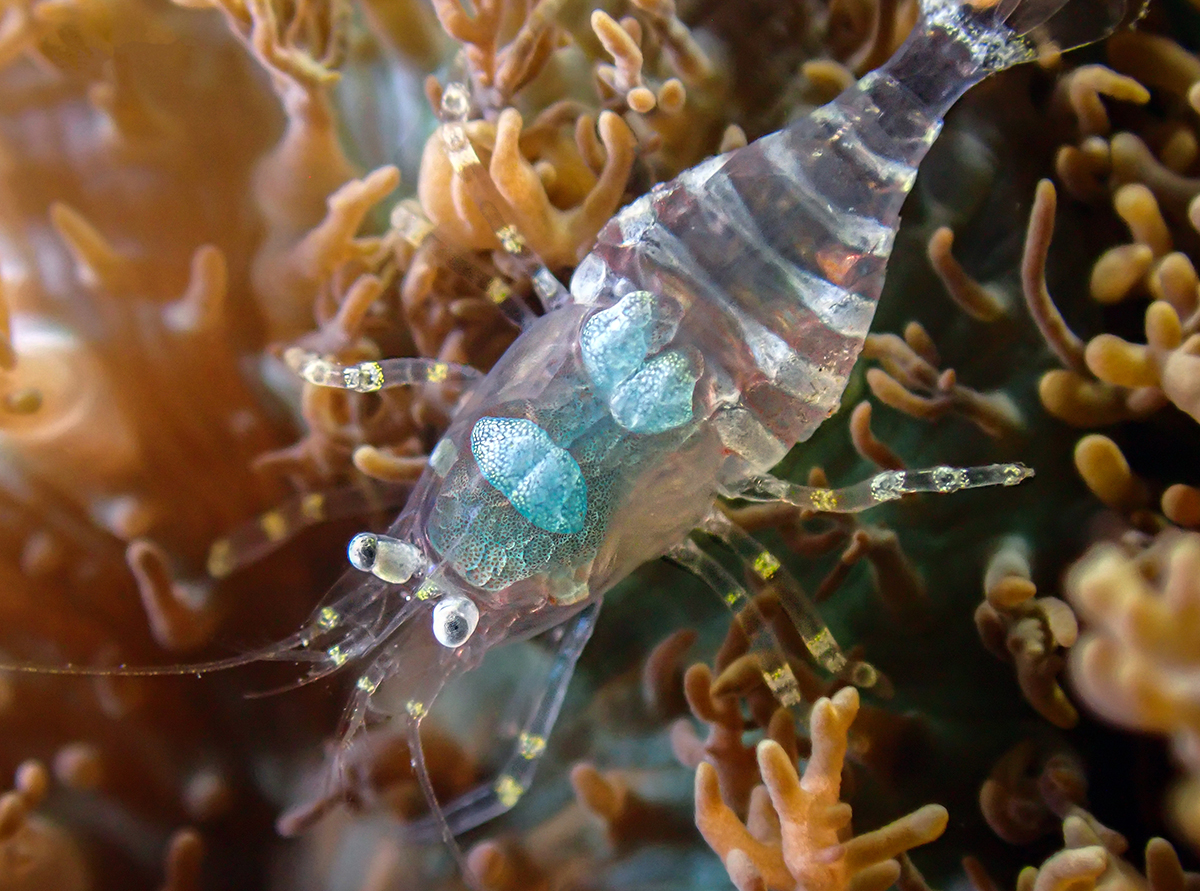
Pliopontonia furtiva
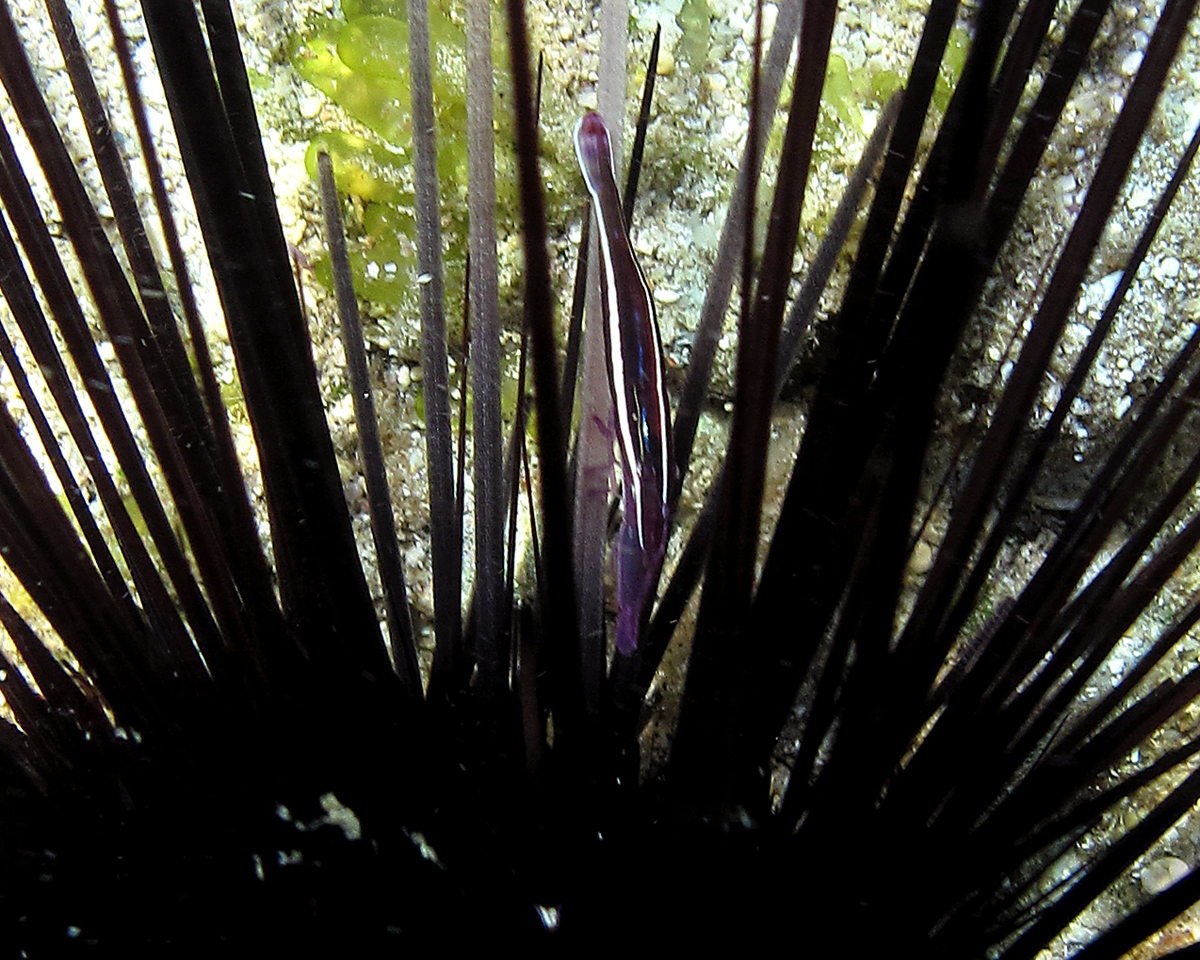
Stegopontonia commensalis
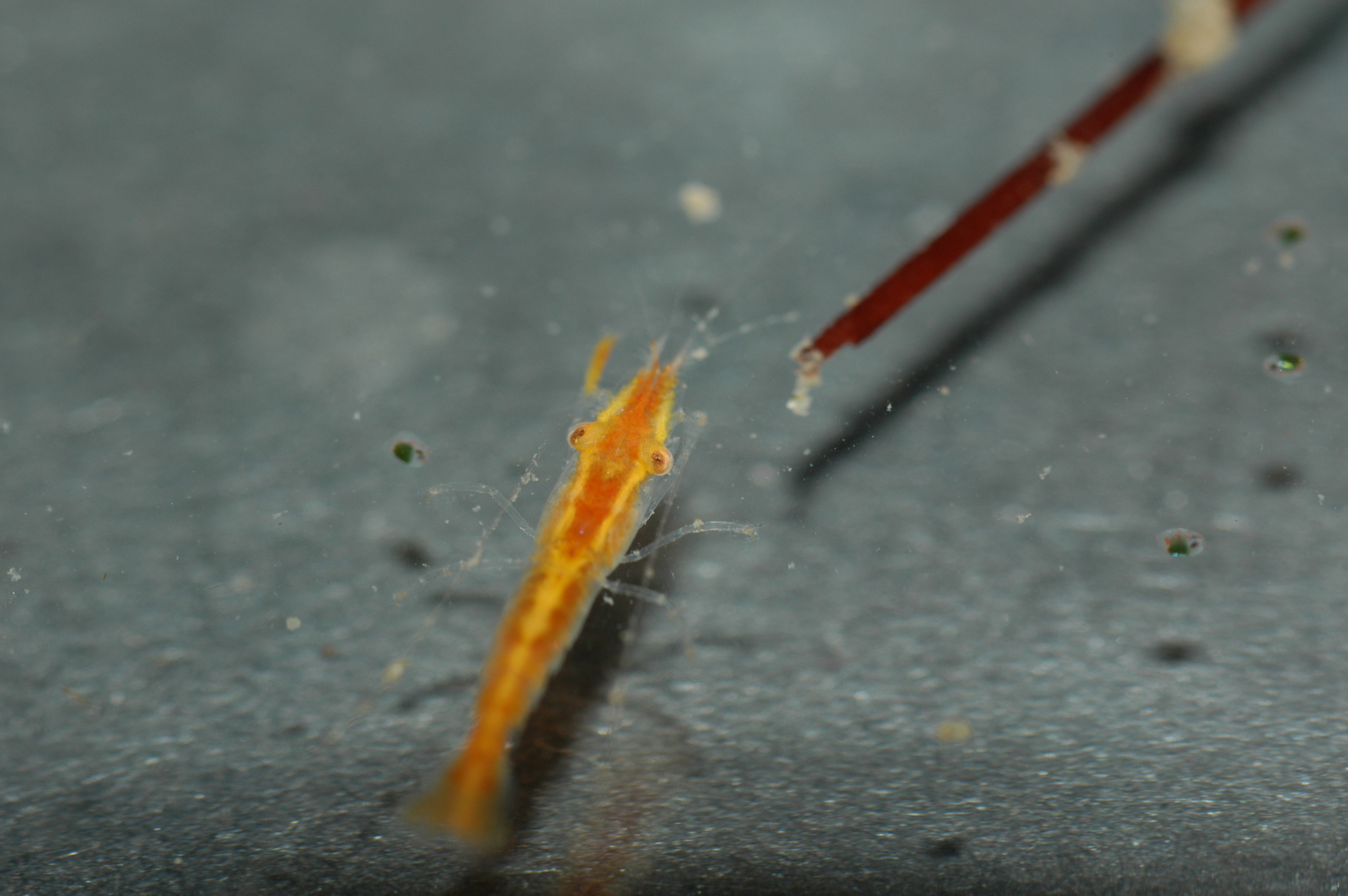
Tuleariocaris neglecta
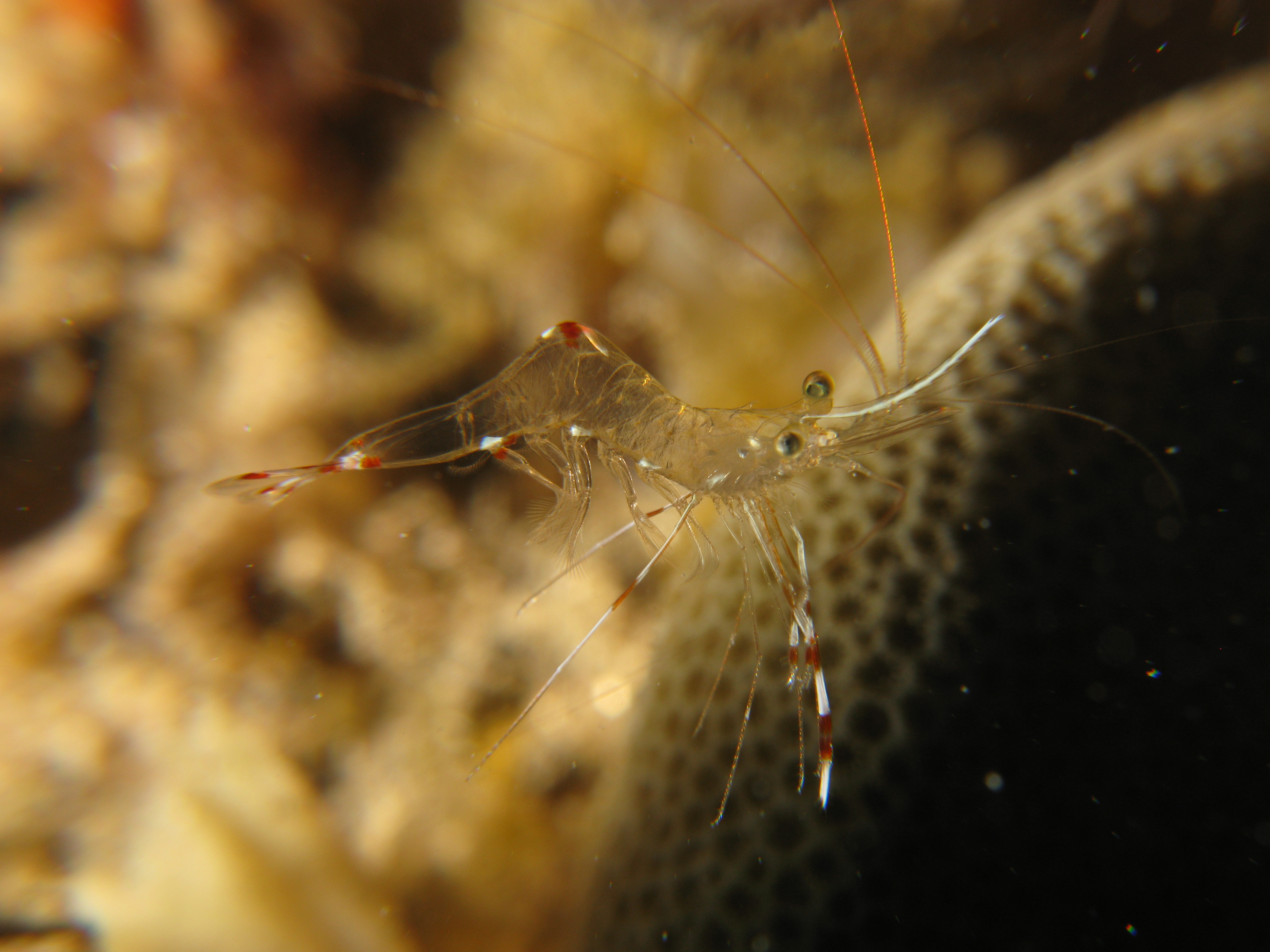
Urocaridella Antonbruunii
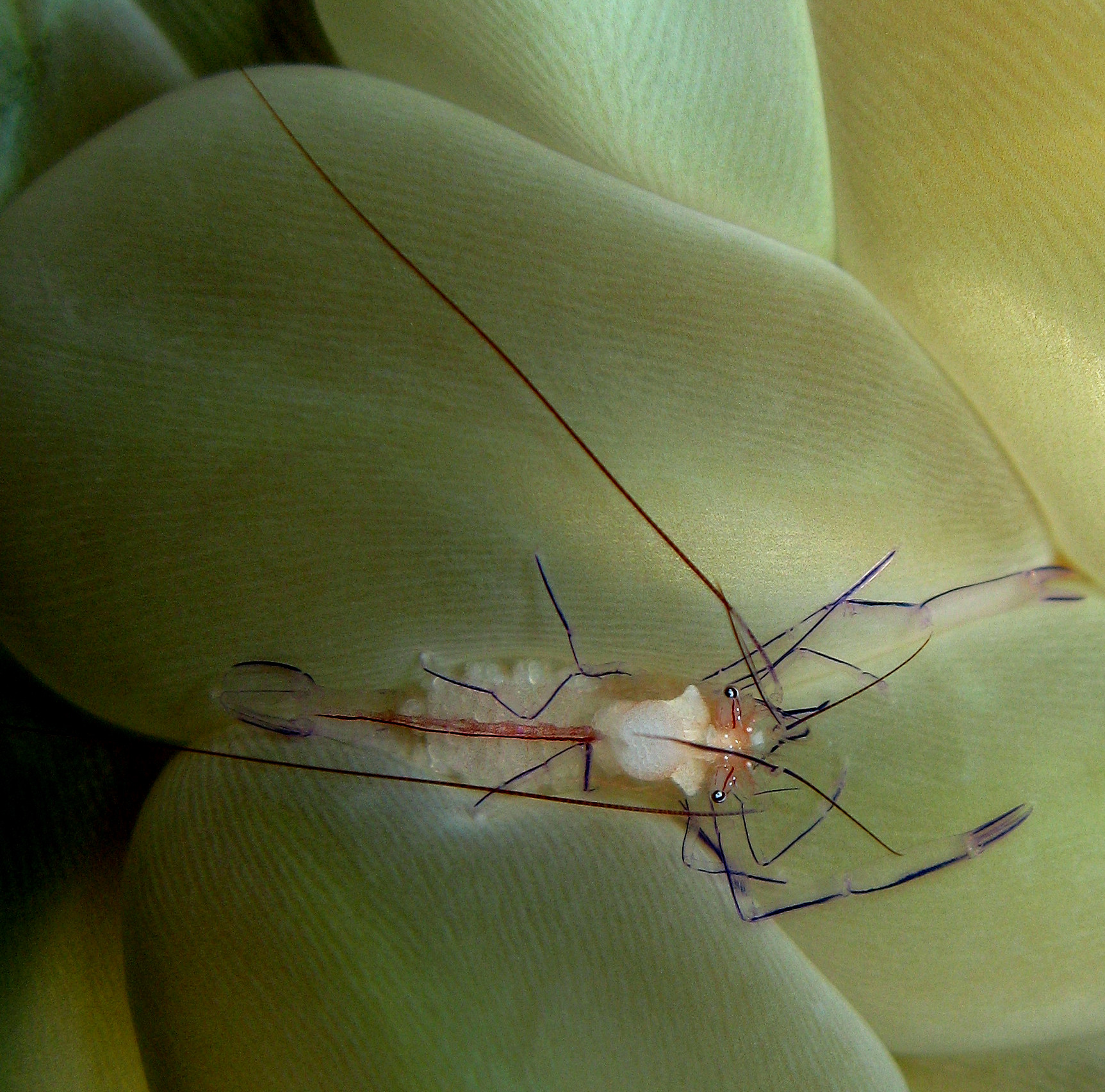
Vir philippinensis